# 泛美航空6號班機事故
泛美航空6號班機事故（有时班号会被误称为 943）发生于1956年10月16日，该班机由于两台引擎失效而水上迫降于太平洋中。6号班机以前以一架道格拉斯DC-6从费城启航，经停旧金山国际机场，然后飞向檀香山国际机场。1956年10月15日晚，班机調换為由一架波音377（编号943，注册號N90943）执飞。

## 事故细节

### 引擎故障
班机于夏威夷－阿留申时区1956年10月15日晚上20时26分于檀香山国际机场起飞。当经过行路中点时，飞机获得爬升至21000英尺（约6400米）的许可。当飞机刚爬升到设定高度时，一号引擎就开始超速，同时推力输出减少。当时的执飞飞行员（副驾驶）立刻减小推力，展开襟翼以减速，并顺桨以减小引擎负载。但是引擎继续超速，机长决定关闭引擎。然而故障引擎导致飞行阻力增加，燃油消耗变快，飞行速度下降至低于150海里/小时（280公里/小时），并以每分钟1000英尺（5.1米/秒）的速率下降。为了降低下降率，机组将剩下三台引擎设置在爬升推力。稍后，四号引擎的推力也开始下降。在1956年10月16日凌晨2：45，四号引擎开始逆火，机组被迫将其关闭。

## 影视作品
这次事故经历被改编为1958年上映的电影《迫降（Crash Langding）》。